# Santa Cruz do Sul Airport
Santa Cruz do Sul Airport är en flygplats i Brasilien.   Den ligger i kommunen Santa Cruz do Sul och delstaten Rio Grande do Sul, i den södra delen av landet, 1 600 km söder om huvudstaden Brasília. Santa Cruz do Sul Airport ligger 192 meter över havet.
Terrängen runt Santa Cruz do Sul Airport är platt åt sydväst, men åt nordost är den kuperad. Santa Cruz do Sul Airport ligger uppe på en höjd. Närmaste större samhälle är Santa Cruz do Sul, 3,9 km söder om Santa Cruz do Sul Airport.
I omgivningarna runt Santa Cruz do Sul Airport växer huvudsakligen savannskog. Runt Santa Cruz do Sul Airport är det tätbefolkat, med 297 invånare per kvadratkilometer.